# 西坎普 (紐約州)
西坎普（英語：West Camp）是位於美國紐約州阿爾斯特縣的非建制地區。

## 歷史
西坎普的郵局自1836年營運至今。

## 地理
西坎普所處的海拔為高於海平面56米（即184英呎），而該地所採用的時區為UTC-5，即北美东部时区（EST）。同時該地設有夏令時間，為UTC-5調快一小時，即UTC-4（EDT）。